# Abitibi-Témiscamingue
Abitibi-Témiscamingue ist eine Verwaltungsregion (französisch région administrative) im Westen der kanadischen Provinz Québec.
Sie ist weiter in vier regionale Grafschaftsgemeinden (französisch municipalités régionales de comté) sowie 79 Gemeinden, Reservate und gemeindefreie Gebiete unterteilt. Sitz der Verwaltung ist Rouyn-Noranda.
Die Einwohnerzahl beträgt 146.717 (Stand: 2016).
2011 betrug die Einwohnerzahl 146.419 und die Landfläche 57.339,2 km², was einer Bevölkerungsdichte von 2,6 Einwohnern je km² entsprach. 97,7 % der Einwohner sprachen Französisch und 2,1 % Englisch als Hauptsprache.
Im Westen grenzt Abitibi-Témiscamingue an die Provinz Ontario, im Süden an die Region Outaouais, im Osten an Mauricie. Nördlich liegt Nord-du-Québec, wobei hier die Grenze entlang des 49. Breitengrades verläuft.

## Gliederung
Regionale Grafschaftsgemeinden (MRC, municipalité régional du comté):
- Abitibi
- Abitibi-Ouest
- La Vallée-de-l’Or
- Témiscamingue

Gemeinde außerhalb einer MRC:
- Rouyn-Noranda

Reservate außerhalb einer MRC:
- Kebaowek
- Kitcisakik
- Lac-Simon
- Pikogan
- Timiskaming
- Winneway